# 木下竹次
木下 竹次（きのした たけじ、明治5年3月25日（1872年5月2日） - 1946年（昭和21年）2月14日）は、日本の教育者。

## 経歴
足羽県大野郡勝山町（現在の福井県勝山市）出身。1898年（明治31年）、東京高等師範学校文科を卒業し、研究科の修身科・教育科で学んだ。奈良県師範学校教諭、富山県師範学校教諭を経て、1904年（明治37年）に鹿児島県師範学校教諭に転じた。1910年（明治43年）、鹿児島県女子師範学校が分離・独立すると校長に就任し、鹿児島県立第二高等女学校校長も兼ねた。1917年（大正6年）、京都女子師範学校校長となり、翌年には京都府立桃山高等女学校校長を兼ねた。
1919年（大正8年）、奈良女子高等師範学校教授となり、同附属実科高等女学校主事、同附属小学校主事を兼ねた。小学校では合科学習を重視した。

## 著作

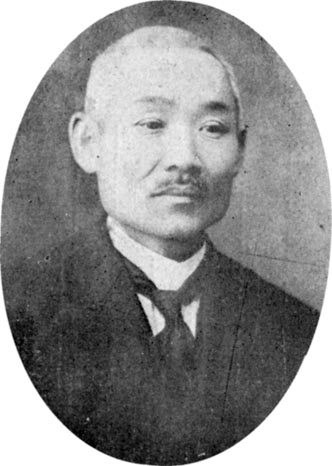
木下竹次

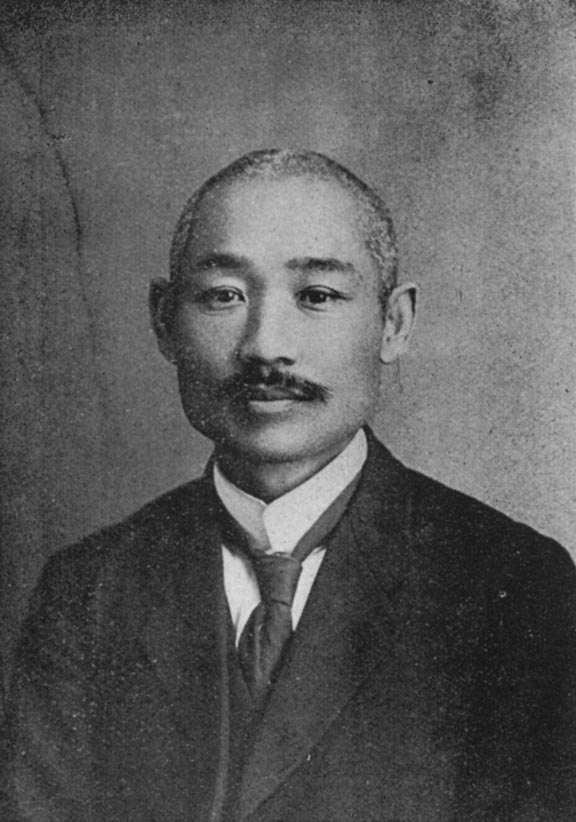
木下竹次

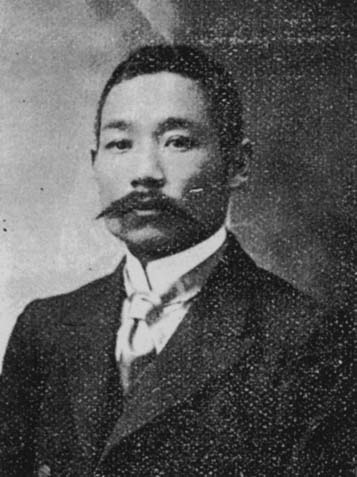
木下竹次

- 「学習法建設の苦心」（永田与三郎編 『大正 初等教育史上に残る人々と其の苦心』 東洋図書、1926年8月）
  - 橋本美保監修 『文献資料集成 大正新教育 第7巻 奈良女子高等師範附小1』 日本図書センター、2016年9月、ISBN 9784284308014

著書
- 『裁縫新教授法』 文昌閣、1916年3月
- 『学習原論』 目黒書店、1923年3月
  - 『学習原論』 中野光編、明治図書出版〈世界教育学選集〉、1972年2月
- 『新裁縫学習法』 育英書院、1924年11月
- 『学習各論』全3巻、目黒書店、1926年3月-1929年7月
  - 『学習各論』全2巻、玉川大学出版部〈教育の名著〉、1972年8月-9月
- 『学習諸問題の解決』 東洋図書、1927年3月
  - 前掲 『文献資料集成 大正新教育 第7巻 奈良女子高等師範附小1』
- 『裁縫教授法』 目黒書店、1929年1月
  - 『裁縫教授法』改訂版、目黒書店、1936年11月
- 『最新裁縫教科書』全2巻、目黒書店、1929年1月-1930年4月
- 『家事及裁縫』第4巻第12号（裁縫の創作的学習）、家事及裁縫社、1930年10月
- 『学習生活の指導原理』 モナス、1931年7月
- 『学校進動論』全2巻、明治図書、1932年6月-1934年9月
- 『現代教育学大系 各科篇第二巻 学級経営学』 成美堂書店、1936年6月
- 『裁縫学習法の建設』 育英書院、1938年3月
- 『低学年合科学習概論』 目黒書店、1938年11月

## 関連文献
- 大日本学術協会編修 『日本現代教育学大系 第九巻 大瀬甚太郎氏教育学 木下竹次氏教育学 阿部重孝氏教育学 越川弥栄氏教育学』 モナス、1927年12月 ／ 日本図書センター、1989年11月、ISBN 4820584731
- 「前主事を送る」（『学習研究』第20巻第3号、学習研究会、1941年3月）
- 木下亀城、小原國芳編 『新教育の探究者 木下竹次』 玉川大学出版部、1972年3月
- 長岡文雄著 『学習法の源流 : 木下竹次の学校経営』 黎明書房〈黎明選書〉、1984年1月
- 唐沢富太郎 「木下竹次 : 合科主義教育の全国的な指導者」（唐沢富太郎編著 『図説 教育人物事典 : 日本教育史のなかの教育者群像 上巻』 ぎょうせい、1984年4月）
- 志村廣明 「子どもからみた木下竹次 : 『伸びて行く 送別 木下先生』（奈良女高師附小校友会誌1941年3月）を手掛かりとして」（『教育史研究年報』第17号、名古屋大学教育学部教育史研究室、2011年12月、NAID 40019204532）

| 公職          | 公職                                                       | 公職                                |
| ------------- | ---------------------------------------------------------- | ----------------------------------- |
| 先代 真田幸憲 | 奈良女子高等師範学校附属小学校主事 1919年 - 1940年         | 次代 武田一郎                       |
| 先代 真田幸憲 | 奈良女子高等師範学校附属実科高等女学校主事 1919年 - 1937年 | 次代 （附属高等女学校第二部に改組） |
| 先代 竜山義亮 | 京都府女子師範学校長 1917年 - 1919年                       | 次代 西山績                         |
| 先代 （新設） | 京都府立桃山高等女学校長 1918年 - 1919年                   | 次代 西山績                         |
| 先代 （新設） | 鹿児島県女子師範学校長 1910年 - 1917年                     | 次代 吉田惟孝                       |
| 先代 （新設） | 鹿児島県立第二高等女学校長 1910年 - 1917年                 | 次代 吉田惟孝                       |